# Алтайский «Артек»
Алтайский «Артек» — историческое неофициальное название детского оздоровительного лагеря «Артек», эвакуированного в годы Великой Отечественной войны из Крыма в Алтайский край. Работал в посёлке-курорте Белокуриха с 11 сентября 1942 по 12 января 1945 года.

Всего было эвакуировано около двухсот отдыхавших в лагере детей из оккупированных в самом начале войны Прибалтики, Белоруссии, Западной Украины, Молдавии, а также четверо вожатых, медик и директор Верхнего лагеря «Артека» Гурий Ястребов. Для этих детей смена оказалась самой длинной за всю историю лагеря — четыре года. Также за время алтайского «Артека» в нём побывали около пятисот детей из Сибири.
«Красота, величие и спокойствие Алтая бальзамом утолили наши усталые от странствий души. Мы успокоились. Поняли, что осядем здесь и что будет нам здесь хорошо. Что ребята станут ходить в школу...» Из воспоминаний вожатой Нины Храбровой в книге «Мой Артек».
Во время войны артековцы работали: младшие в подсобном хозяйстве, старшие на лесозаготовках, конном дворе, девочки трудились на кухне и в столовой. Сообщается, что на заработанные 116 тысяч рублей впоследствии подарили Красной армии танк Т-34. Ребята также активно занимались спортом, музыкой, хоровым пением и самодеятельностью. Они познакомились с проживавшими некоторое время в Белокурихе писателем Константином Паустовским, режиссёром и актрисой московского Камерного театра Александром Таировым и Алисой Коонен.
«С их приездом село ожило. Они часто выступали перед жителями с концертами, которые пользовались неизменным успехом. Этих детей любили все, старались обогреть, подкормить, приласкать. Это были наши дети, дети войны…» Из воспоминаний жительницы Белокурихи Е.В. Зыряновой.
Повзрослевшие юноши, а также сотрудники лагеря уходили из Белокурихи на фронт, в том числе вожатый Владимир Дорохин и артековцы Владимир Васильчиков и Владимир Катков, погибшие в конце войны.
На месте корпусов, где во время ВОВ жили артековцы, в 1984 году установили памятный камень. Позднее в городском музее Белокурихи открыли экспозицию. В фильме о путешествии по Алтаю «То, что во мне» (2017) Гарик Сукачёв снял эпизод об алтайском «Артеке», где местные школьники примерили на себя роли детей, отправленных в эвакуацию за тысячи километров от малой родины и нашедших прибежище на Алтае.